# Haplopteris amboinensis
Haplopteris amboinensis är en kantbräkenväxtart som först beskrevs av Fée, och fick sitt nu gällande namn av Xian Chun Zhang. Haplopteris amboinensis ingår i släktet Haplopteris och familjen Pteridaceae. Inga underarter finns listade.